# Markus Nagel
Markus Nagel (ur. 19 maja 1967 w Karlsruhe) – niemiecki kolarz torowy, brązowy medalista mistrzostw świata.

## Kariera
Największym sukcesem w karierze Markusa Nagela było zdobycie wspólnie z Uwe Butchmannem brązowego medalu w wyścigu tandemów podczas mistrzostw świata w Maebashi w 1990 roku. Ponadto wielokrotnie zdobywał medale mistrzostw kraju, przy czym aż siedmiu złotych: w tandemach, wyścigu na 1 km oraz sprincie indywidualnym. Nagel nigdy jednak nie brał udziału w igrzyskach olimpijskich.